# Aire urbaine de Toulouse
L'aire urbaine de Toulouse est une ancienne aire urbaine française centrée sur la ville de Toulouse. Il s'agit de la quatrième aire urbaine française la plus peuplée, derrière Paris, Lyon, Marseille - Aix-en-Provence et devant Bordeaux. L'aire urbaine de Toulouse est d'ailleurs la troisième plus grande en nombre de communes, et est l'une des plus dynamiques, si ce n'est la plus dynamique de France, avec une très forte croissance démographique (près de 40 % d'habitants en plus en 16 ans).
En 2020, l'Insee définit un nouveau zonage d'étude : les aires d'attraction des villes. L'aire d'attraction de Toulouse remplace désormais son aire urbaine, avec un périmètre différent.

## La notion d'aire urbaine
D'après l'INSEE, une aire urbaine est un ensemble de communes, composé de communes urbaines (faisant partie de l'agglomération) et de communes rurales (faisant partie de la couronne périurbaine). Pour qu'une commune soit membre d'une aire urbaine, il faut qu'au moins 40 % de ses habitants travaillent dans le pôle urbain (l'agglomération) ou la ville-centre (ici, Toulouse).

## Géographie

### Localisation
L'aire urbaine de Toulouse est composée de 452 communes en 2010, situées dans l'Ariège, l'Aude, la Haute-Garonne, le Gers, le Tarn et le Tarn-et-Garonne. La plus grande partie de l'aire urbaine est d'ailleurs située en Haute-Garonne.

### Répartition de l'aire urbaine sur les départements en 2013
Ce tableau montre la répartition des communes en fonction des départements de l'aire urbaine. On voit que la majeure partie de l'aire urbaine est située, logiquement, en Haute-Garonne.
Ce zonage est celui de 2010. Les pourcentages sont donnés à chaque fois à l'échelle de l'aire urbaine (AU) et du département (dép).
|                 | Communes | (% AU) | (% dép) | Superficie (km²) | (% AU) | (% dép) | Population (2013) | (% AU) | (% dép) |
| --------------- | -------- | ------ | ------- | ---------------- | ------ | ------- | ----------------- | ------ | ------- |
| Ariège          | 10       | 2,21   | 3,01    | 108,24           | 2,00   | 2,21    | 4 635             | 0,36   | 3,04    |
| Aude            | 10       | 2,21   | 2,29    | 74,70            | 1,38   | 1,22    | 1 861             | 0,14   | 0,51    |
| Haute-Garonne   | 346      | 76,38  | 58,74   | 4065,58          | 74,97  | 64,44   | 1 207 652         | 93,51  | 93,00   |
| Gers            | 38       | 8,39   | 8,23    | 429,89           | 7,93   | 6,87    | 20 571            | 1,59   | 10,81   |
| Tarn            | 27       | 5,96   | 8,44    | 403,54           | 7,44   | 7,01    | 25 526            | 1,98   | 6,68    |
| Tarn-et-Garonne | 22       | 4,86   | 11,28   | 340,82           | 6,28   | 9,17    | 31 272            | 2,42   | 12,49   |

### Les différentes unités urbaines qui composent l'aire urbaine
Ce tableau ci-dessous, liste les différentes unités urbaines qui sont situées dans l'aire urbaine de Toulouse, la plus grande étant logiquement celle de Toulouse. Ce ne sont d'ailleurs, hors celle de Toulouse, que de petites unités urbaines (très peu de superficie). 
Ce tableau permet de voir la diversité qu'il peut y avoir dans l'aire urbaine. À noter qu'il n'y a que 104 des 453 communes de l'aire urbaine de Toulouse qui sont membres d'une unité urbaine. Cela veut donc dire que la majorité des communes de l'aire urbaine sont monopolarisées, c'est-à-dire isolées ou rurales.
Le nom du département est celui de la ville-centre, et ne prend pas en compte les communes situées dans d'autres départements.
| Unité urbaine                                       | Département     | Nombre de communes | Population (2017)                |
| --------------------------------------------------- | --------------- | ------------------ | -------------------------------- |
| Bouloc Toulouse (zonage 2020).                      | Haute-Garonne   | 2                  | 6 281                            |
| Boussens                                            | Haute-Garonne   | 3                  | 2 277                            |
| Carbonne                                            | Haute-Garonne   | 2                  | 6 679                            |
| Castelnau-d'Estretfefonds Toulouse (zonage 2020).   | Haute-Garonne   | 4                  | 12 374                           |
| Cazères                                             | Haute-Garonne   | 3                  | 6 122                            |
| Fonsorbes Toulouse (zonage 2020).                   | Haute-Garonne   | 2                  | 17 678                           |
| Labastide-Saint-Pierre                              | Tarn-et-Garonne | 6                  | 10 384                           |
| Unité urbaine de Lauzerville (nouvelle zonage 2020) | Haute-Garonne   | 2                  | 3 088                            |
| Montastruc-la-Conseillère                           | Haute-Garonne   | 2                  | 5 198                            |
| Noé Longages (zonage 2020).                         | Haute-Garonne   | 3                  | 6 641                            |
| Rabastens                                           | Tarn            | 2                  | 8 494                            |
| Toulouse                                            | Haute-Garonne   | 73 81              | 968 648 1 004 747 (zonage 2020). |
| Venerque                                            | Haute-Garonne   | 4                  | 9 446                            |
| Villefranche-de-Lauragais                           | Haute-Garonne   | 2                  | 5 069                            |

## Population et société

### Démographie
L'aire urbaine toulousaine est l'une des plus dynamiques de France. Parmi les 20 premières aires urbaines, c'est celle dont la population s'est accrue le plus vite entre 1999 et 2011, à un rythme de 1,7 % par an. Au 5e rang en 1999 avec 917 312 habitants, elle a dépassé Lille (partie française) depuis 2008. Cette dynamique est due à la fois à la poursuite de l'extension de l'aire urbaine, passée de 342 à 453 communes en l'espace de 10 ans, mais aussi à une densification, notamment sur la ville-centre et la proche banlieue. De plus en plus de communes membres de l'aire urbaine, qu'elles soient à proximité ou éloignées de la ville-centre, profitent d'une forte croissance démographique.

L'évolution démographique ci-dessous concerne l'aire urbaine selon le périmètre défini en 2010.
| 1968    | 1975    | 1982    | 1990    | 1999    | 2006      | 2009      | 2011      | 2012      | 2013      |
| ------- | ------- | ------- | ------- | ------- | --------- | --------- | --------- | --------- | --------- |
| 596 595 | 687 212 | 737 448 | 841 152 | 964 914 | 1 102 887 | 1 218 166 | 1 250 251 | 1 270 760 | 1 291 517 |

| 2014      | 2015      | 2016      | 2017      | - | - | - | - | - | - |
| --------- | --------- | --------- | --------- | - | - | - | - | - | - |
| 1 312 304 | 1 330 954 | 1 345 343 | 1 360 514 | - | - | - | - | - | - |

### Emploi et chômage
Sur l'ensemble de l'aire urbaine, on compte un taux de chômage de 13,2 %, soit une augmentation de 2,4 % par rapport à 2010.

## Communes de l'aire urbaine
Voici la liste des 453 communes françaises de l'aire urbaine de Toulouse en 2017, zonage de 2010.
zonage 2010 452 communes : (337 communes Haute-Garonne) (10 communes Ariège) (10 communes Aude) (38 communes Gers) (37 communes Tarn) (21 communes Tarn-et-Garonne)
| Nom                       | Code Insee | Département     | Superficie (km2) | Population (dernière pop. légale) | Densité (hab./km2) | Modifier                                    |
| ------------------------- | ---------- | --------------- | ---------------- | --------------------------------- | ------------------ | ------------------------------------------- |
| Aignes                    | 31002      | Haute-Garonne   | 21,81            | 240 (2022)                        | 11                 | modifier les données · modifier les données |
| Aigrefeuille              | 31003      | Haute-Garonne   | 4,62             | 1 326 (2022)                      | 287                | modifier les données · modifier les données |
| Albiac                    | 31006      | Haute-Garonne   | 4,71             | 229 (2022)                        | 49                 | modifier les données · modifier les données |
| Ardizas                   | 32007      | Gers            | 8,52             | 219 (2022)                        | 26                 | modifier les données · modifier les données |
| Aucamville                | 31022      | Haute-Garonne   | 3,96             | 9 578 (2022)                      | 2 419              | modifier les données · modifier les données |
| Aucamville                | 82005      | Tarn-et-Garonne | 22,91            | 1 552 (2022)                      | 68                 | modifier les données · modifier les données |
| Auradé                    | 32016      | Gers            | 21,32            | 676 (2022)                        | 32                 | modifier les données · modifier les données |
| Auragne                   | 31024      | Haute-Garonne   | 13,63            | 466 (2022)                        | 34                 | modifier les données · modifier les données |
| Aureville                 | 31025      | Haute-Garonne   | 6,80             | 1 022 (2022)                      | 150                | modifier les données · modifier les données |
| Auriac-sur-Vendinelle     | 31026      | Haute-Garonne   | 30,71            | 1 080 (2022)                      | 35                 | modifier les données · modifier les données |
| Auribail                  | 31027      | Haute-Garonne   | 8,94             | 195 (2022)                        | 22                 | modifier les données · modifier les données |
| Aurin                     | 31029      | Haute-Garonne   | 7,49             | 340 (2022)                        | 45                 | modifier les données · modifier les données |
| Aussonne                  | 31032      | Haute-Garonne   | 13,76            | 7 731 (2022)                      | 562                | modifier les données · modifier les données |
| Auterive                  | 31033      | Haute-Garonne   | 36,54            | 10 291 (2022)                     | 282                | modifier les données · modifier les données |
| Auzeville-Tolosane        | 31035      | Haute-Garonne   | 6,66             | 4 451 (2022)                      | 668                | modifier les données · modifier les données |
| Auzielle                  | 31036      | Haute-Garonne   | 4,59             | 1 621 (2022)                      | 353                | modifier les données · modifier les données |
| Avignonet-Lauragais       | 31037      | Haute-Garonne   | 40,66            | 1 600 (2022)                      | 39                 | modifier les données · modifier les données |
| Ayguesvives               | 31004      | Haute-Garonne   | 13,11            | 2 807 (2022)                      | 214                | modifier les données · modifier les données |
| Azas                      | 31038      | Haute-Garonne   | 12,83            | 670 (2022)                        | 52                 | modifier les données · modifier les données |
| Balma                     | 31044      | Haute-Garonne   | 16,59            | 17 431 (2022)                     | 1 051              | modifier les données · modifier les données |
| Bannières                 | 81022      | Tarn            | 7,31             | 211 (2022)                        | 29                 | modifier les données · modifier les données |
| Baraigne                  | 11026      | Aude            | 4,76             | 164 (2022)                        | 34                 | modifier les données · modifier les données |
| La Bastide-de-Besplas     | 09038      | Ariège          | 10,22            | 373 (2022)                        | 36                 | modifier les données · modifier les données |
| Bax                       | 31047      | Haute-Garonne   | 5,99             | 99 (2022)                         | 17                 | modifier les données · modifier les données |
| Baziège                   | 31048      | Haute-Garonne   | 19,72            | 3 590 (2022)                      | 182                | modifier les données · modifier les données |
| Bazus                     | 31049      | Haute-Garonne   | 9,13             | 600 (2022)                        | 66                 | modifier les données · modifier les données |
| Beaufort                  | 31051      | Haute-Garonne   | 8,51             | 479 (2022)                        | 56                 | modifier les données · modifier les données |
| Beaumont-sur-Lèze         | 31052      | Haute-Garonne   | 26,31            | 1 638 (2022)                      | 62                 | modifier les données · modifier les données |
| Beaupuy                   | 31053      | Haute-Garonne   | 5,84             | 1 225 (2022)                      | 210                | modifier les données · modifier les données |
| Beaupuy                   | 32038      | Gers            | 6,54             | 212 (2022)                        | 32                 | modifier les données · modifier les données |
| Beaupuy                   | 82014      | Tarn-et-Garonne | 11,81            | 274 (2022)                        | 23                 | modifier les données · modifier les données |
| Beauteville               | 31054      | Haute-Garonne   | 4,49             | 199 (2022)                        | 44                 | modifier les données · modifier les données |
| Beauville                 | 31055      | Haute-Garonne   | 6,06             | 170 (2022)                        | 28                 | modifier les données · modifier les données |
| Beauzelle                 | 31056      | Haute-Garonne   | 4,42             | 8 184 (2022)                      | 1 852              | modifier les données · modifier les données |
| Belberaud                 | 31057      | Haute-Garonne   | 7,47             | 1 528 (2022)                      | 205                | modifier les données · modifier les données |
| Belbèze-de-Lauragais      | 31058      | Haute-Garonne   | 3,71             | 127 (2022)                        | 34                 | modifier les données · modifier les données |
| Belcastel                 | 81025      | Tarn            | 10,81            | 226 (2022)                        | 21                 | modifier les données · modifier les données |
| Bélesta-en-Lauragais      | 31060      | Haute-Garonne   | 5,59             | 112 (2022)                        | 20                 | modifier les données · modifier les données |
| Belflou                   | 11030      | Aude            | 8,93             | 111 (2022)                        | 12                 | modifier les données · modifier les données |
| Bellegarde-Sainte-Marie   | 31061      | Haute-Garonne   | 11,66            | 203 (2022)                        | 17                 | modifier les données · modifier les données |
| Bellesserre               | 31062      | Haute-Garonne   | 3,39             | 110 (2022)                        | 32                 | modifier les données · modifier les données |
| Bérat                     | 31065      | Haute-Garonne   | 24,46            | 3 079 (2022)                      | 126                | modifier les données · modifier les données |
| Bessens                   | 82017      | Tarn-et-Garonne | 9,27             | 1 470 (2022)                      | 159                | modifier les données · modifier les données |
| Bessières                 | 31066      | Haute-Garonne   | 16,68            | 4 238 (2022)                      | 254                | modifier les données · modifier les données |
| Blagnac                   | 31069      | Haute-Garonne   | 16,88            | 27 314 (2022)                     | 1 618              | modifier les données · modifier les données |
| Bois-de-la-Pierre         | 31071      | Haute-Garonne   | 7,42             | 459 (2022)                        | 62                 | modifier les données · modifier les données |
| Bondigoux                 | 31073      | Haute-Garonne   | 7,46             | 749 (2022)                        | 100                | modifier les données · modifier les données |
| Bonrepos-Riquet           | 31074      | Haute-Garonne   | 5,69             | 295 (2022)                        | 52                 | modifier les données · modifier les données |
| Bonrepos-sur-Aussonnelle  | 31075      | Haute-Garonne   | 10,17            | 1 247 (2022)                      | 123                | modifier les données · modifier les données |
| Le Born                   | 31077      | Haute-Garonne   | 10,85            | 658 (2022)                        | 61                 | modifier les données · modifier les données |
| Bouillac                  | 82020      | Tarn-et-Garonne | 30,45            | 577 (2022)                        | 19                 | modifier les données · modifier les données |
| Bouloc                    | 31079      | Haute-Garonne   | 18,55            | 4 655 (2022)                      | 251                | modifier les données · modifier les données |
| Bourg-Saint-Bernard       | 31082      | Haute-Garonne   | 16,60            | 1 109 (2022)                      | 67                 | modifier les données · modifier les données |
| Bragayrac                 | 31087      | Haute-Garonne   | 8,25             | 315 (2022)                        | 38                 | modifier les données · modifier les données |
| Brax                      | 31088      | Haute-Garonne   | 4,42             | 2 938 (2022)                      | 665                | modifier les données · modifier les données |
| Bretx                     | 31089      | Haute-Garonne   | 8,41             | 666 (2022)                        | 79                 | modifier les données · modifier les données |
| Brignemont                | 31090      | Haute-Garonne   | 21,96            | 367 (2022)                        | 17                 | modifier les données · modifier les données |
| Bruguières                | 31091      | Haute-Garonne   | 9,03             | 5 908 (2022)                      | 654                | modifier les données · modifier les données |
| Le Burgaud                | 31093      | Haute-Garonne   | 24,18            | 937 (2022)                        | 39                 | modifier les données · modifier les données |
| Buzet-sur-Tarn            | 31094      | Haute-Garonne   | 30,19            | 2 847 (2022)                      | 94                 | modifier les données · modifier les données |
| Cabanac-Séguenville       | 31096      | Haute-Garonne   | 10,18            | 187 (2022)                        | 18                 | modifier les données · modifier les données |
| Le Cabanial               | 31097      | Haute-Garonne   | 8,47             | 468 (2022)                        | 55                 | modifier les données · modifier les données |
| Cadours                   | 31098      | Haute-Garonne   | 10,58            | 1 134 (2022)                      | 107                | modifier les données · modifier les données |
| Caignac                   | 31099      | Haute-Garonne   | 9,36             | 414 (2022)                        | 44                 | modifier les données · modifier les données |
| Calmont                   | 31100      | Haute-Garonne   | 40,27            | 2 442 (2022)                      | 61                 | modifier les données · modifier les données |
| Cambernard                | 31101      | Haute-Garonne   | 8,48             | 496 (2022)                        | 58                 | modifier les données · modifier les données |
| Cambiac                   | 31102      | Haute-Garonne   | 7,74             | 228 (2022)                        | 29                 | modifier les données · modifier les données |
| Cambon-lès-Lavaur         | 81050      | Tarn            | 12,14            | 355 (2022)                        | 29                 | modifier les données · modifier les données |
| Campsas                   | 82027      | Tarn-et-Garonne | 15,01            | 1 472 (2022)                      | 98                 | modifier les données · modifier les données |
| Canals                    | 82028      | Tarn-et-Garonne | 7,35             | 807 (2022)                        | 110                | modifier les données · modifier les données |
| Canens                    | 31103      | Haute-Garonne   | 4,84             | 61 (2022)                         | 13                 | modifier les données · modifier les données |
| Capens                    | 31104      | Haute-Garonne   | 6,77             | 650 (2022)                        | 96                 | modifier les données · modifier les données |
| Caragoudes                | 31105      | Haute-Garonne   | 8,31             | 239 (2022)                        | 29                 | modifier les données · modifier les données |
| Caraman                   | 31106      | Haute-Garonne   | 30,19            | 2 487 (2022)                      | 82                 | modifier les données · modifier les données |
| Carbonne                  | 31107      | Haute-Garonne   | 26,59            | 5 650 (2022)                      | 212                | modifier les données · modifier les données |
| Les Cassés                | 11074      | Aude            | 7,28             | 317 (2022)                        | 44                 | modifier les données · modifier les données |
| Castagnac                 | 31111      | Haute-Garonne   | 10,77            | 326 (2022)                        | 30                 | modifier les données · modifier les données |
| Castanet-Tolosan          | 31113      | Haute-Garonne   | 8,22             | 15 264 (2022)                     | 1 857              | modifier les données · modifier les données |
| Castelginest              | 31116      | Haute-Garonne   | 8,11             | 11 033 (2022)                     | 1 360              | modifier les données · modifier les données |
| Castelmaurou              | 31117      | Haute-Garonne   | 16,77            | 4 491 (2022)                      | 268                | modifier les données · modifier les données |
| Castelnau-d'Estrétefonds  | 31118      | Haute-Garonne   | 28,32            | 6 915 (2022)                      | 244                | modifier les données · modifier les données |
| Castelnau-Picampeau       | 31119      | Haute-Garonne   | 11,30            | 226 (2022)                        | 20                 | modifier les données · modifier les données |
| Le Castéra                | 31120      | Haute-Garonne   | 16,71            | 797 (2022)                        | 48                 | modifier les données · modifier les données |
| Casties-Labrande          | 31122      | Haute-Garonne   | 8,70             | 95 (2022)                         | 11                 | modifier les données · modifier les données |
| Castillon-Savès           | 32090      | Gers            | 11,96            | 335 (2022)                        | 28                 | modifier les données · modifier les données |
| Caubiac                   | 31126      | Haute-Garonne   | 7,99             | 440 (2022)                        | 55                 | modifier les données · modifier les données |
| Caujac                    | 31128      | Haute-Garonne   | 10,82            | 864 (2022)                        | 80                 | modifier les données · modifier les données |
| Cazac                     | 31593      | Haute-Garonne   | 6,23             | 78 (2022)                         | 13                 | modifier les données · modifier les données |
| Cazaux-Savès              | 32098      | Gers            | 5,62             | 329 (2022)                        | 59                 | modifier les données · modifier les données |
| Cazères                   | 31135      | Haute-Garonne   | 19,55            | 4 818 (2022)                      | 246                | modifier les données · modifier les données |
| Cépet                     | 31136      | Haute-Garonne   | 7,11             | 2 325 (2022)                      | 327                | modifier les données · modifier les données |
| Cessales                  | 31137      | Haute-Garonne   | 3,34             | 161 (2022)                        | 48                 | modifier les données · modifier les données |
| Cintegabelle              | 31145      | Haute-Garonne   | 52,92            | 2 994 (2022)                      | 57                 | modifier les données · modifier les données |
| Clermont-le-Fort          | 31148      | Haute-Garonne   | 10,04            | 526 (2022)                        | 52                 | modifier les données · modifier les données |
| Clermont-Savès            | 32105      | Gers            | 5,10             | 402 (2022)                        | 79                 | modifier les données · modifier les données |
| Cologne                   | 32106      | Gers            | 6,52             | 920 (2022)                        | 141                | modifier les données · modifier les données |
| Colomiers                 | 31149      | Haute-Garonne   | 20,83            | 40 916 (2022)                     | 1 964              | modifier les données · modifier les données |
| Comberouger               | 82043      | Tarn-et-Garonne | 12,22            | 268 (2022)                        | 22                 | modifier les données · modifier les données |
| Cornebarrieu              | 31150      | Haute-Garonne   | 18,70            | 8 571 (2022)                      | 458                | modifier les données · modifier les données |
| Corronsac                 | 31151      | Haute-Garonne   | 6,34             | 895 (2022)                        | 141                | modifier les données · modifier les données |
| Coufouleux                | 81070      | Tarn            | 27,16            | 3 041 (2022)                      | 112                | modifier les données · modifier les données |
| Couladère                 | 31153      | Haute-Garonne   | 2,18             | 413 (2022)                        | 189                | modifier les données · modifier les données |
| Cox                       | 31156      | Haute-Garonne   | 4,07             | 365 (2022)                        | 90                 | modifier les données · modifier les données |
| Cugnaux                   | 31157      | Haute-Garonne   | 13,01            | 20 239 (2022)                     | 1 556              | modifier les données · modifier les données |
| Cuq-Toulza                | 81076      | Tarn            | 23,05            | 709 (2022)                        | 31                 | modifier les données · modifier les données |
| Daux                      | 31160      | Haute-Garonne   | 16,88            | 2 575 (2022)                      | 153                | modifier les données · modifier les données |
| Deyme                     | 31161      | Haute-Garonne   | 7,05             | 1 412 (2022)                      | 200                | modifier les données · modifier les données |
| Dieupentale               | 82048      | Tarn-et-Garonne | 6,14             | 1 644 (2022)                      | 268                | modifier les données · modifier les données |
| Donneville                | 31162      | Haute-Garonne   | 2,67             | 1 138 (2022)                      | 426                | modifier les données · modifier les données |
| Drémil-Lafage             | 31163      | Haute-Garonne   | 12,49            | 2 622 (2022)                      | 210                | modifier les données · modifier les données |
| Drudas                    | 31164      | Haute-Garonne   | 11,17            | 199 (2022)                        | 18                 | modifier les données · modifier les données |
| Eaunes                    | 31165      | Haute-Garonne   | 14,95            | 6 525 (2022)                      | 436                | modifier les données · modifier les données |
| Empeaux                   | 31166      | Haute-Garonne   | 4,56             | 305 (2022)                        | 67                 | modifier les données · modifier les données |
| Encausse                  | 32120      | Gers            | 15,65            | 444 (2022)                        | 28                 | modifier les données · modifier les données |
| Endoufielle               | 32121      | Gers            | 17,10            | 516 (2022)                        | 30                 | modifier les données · modifier les données |
| Escalquens                | 31169      | Haute-Garonne   | 8,42             | 6 990 (2022)                      | 830                | modifier les données · modifier les données |
| Espanès                   | 31171      | Haute-Garonne   | 3,53             | 278 (2022)                        | 79                 | modifier les données · modifier les données |
| Esperce                   | 31173      | Haute-Garonne   | 16,42            | 281 (2022)                        | 17                 | modifier les données · modifier les données |
| Fabas                     | 31178      | Haute-Garonne   | 18,68            | 199 (2022)                        | 11                 | modifier les données · modifier les données |
| Le Faget                  | 31179      | Haute-Garonne   | 11,31            | 301 (2022)                        | 27                 | modifier les données · modifier les données |
| Fajac-la-Relenque         | 11134      | Aude            | 3,51             | 51 (2022)                         | 15                 | modifier les données · modifier les données |
| Falga                     | 31180      | Haute-Garonne   | 5,38             | 148 (2022)                        | 28                 | modifier les données · modifier les données |
| Le Fauga                  | 31181      | Haute-Garonne   | 8,92             | 2 509 (2022)                      | 281                | modifier les données · modifier les données |
| Fenouillet                | 31182      | Haute-Garonne   | 9,51             | 5 727 (2022)                      | 602                | modifier les données · modifier les données |
| Finhan                    | 82062      | Tarn-et-Garonne | 11,48            | 1 475 (2022)                      | 128                | modifier les données · modifier les données |
| Flourens                  | 31184      | Haute-Garonne   | 9,74             | 2 073 (2022)                      | 213                | modifier les données · modifier les données |
| Folcarde                  | 31185      | Haute-Garonne   | 2,33             | 117 (2022)                        | 50                 | modifier les données · modifier les données |
| Fonbeauzard               | 31186      | Haute-Garonne   | 1,32             | 3 086 (2022)                      | 2 338              | modifier les données · modifier les données |
| Fonsorbes                 | 31187      | Haute-Garonne   | 19,03            | 13 048 (2022)                     | 686                | modifier les données · modifier les données |
| Fontenilles               | 31188      | Haute-Garonne   | 20,22            | 5 869 (2022)                      | 290                | modifier les données · modifier les données |
| Forgues                   | 31189      | Haute-Garonne   | 5,24             | 217 (2022)                        | 41                 | modifier les données · modifier les données |
| Fourquevaux               | 31192      | Haute-Garonne   | 10,03            | 808 (2022)                        | 81                 | modifier les données · modifier les données |
| Le Fousseret              | 31193      | Haute-Garonne   | 38,31            | 1 875 (2022)                      | 49                 | modifier les données · modifier les données |
| Francarville              | 31194      | Haute-Garonne   | 7,00             | 185 (2022)                        | 26                 | modifier les données · modifier les données |
| Francon                   | 31196      | Haute-Garonne   | 9,54             | 239 (2022)                        | 25                 | modifier les données · modifier les données |
| Frégouville               | 32134      | Gers            | 12,32            | 359 (2022)                        | 29                 | modifier les données · modifier les données |
| Fronton                   | 31202      | Haute-Garonne   | 45,79            | 6 664 (2022)                      | 146                | modifier les données · modifier les données |
| Frouzins                  | 31203      | Haute-Garonne   | 7,91             | 9 808 (2022)                      | 1 240              | modifier les données · modifier les données |
| Fustignac                 | 31204      | Haute-Garonne   | 3,96             | 71 (2022)                         | 18                 | modifier les données · modifier les données |
| Gagnac-sur-Garonne        | 31205      | Haute-Garonne   | 4,34             | 3 223 (2022)                      | 743                | modifier les données · modifier les données |
| Gaillac-Toulza            | 31206      | Haute-Garonne   | 40,40            | 1 331 (2022)                      | 33                 | modifier les données · modifier les données |
| Garac                     | 31209      | Haute-Garonne   | 6,05             | 167 (2022)                        | 28                 | modifier les données · modifier les données |
| Gardouch                  | 31210      | Haute-Garonne   | 16,31            | 1 360 (2022)                      | 83                 | modifier les données · modifier les données |
| Gargas                    | 31211      | Haute-Garonne   | 7,28             | 758 (2022)                        | 104                | modifier les données · modifier les données |
| Garidech                  | 31212      | Haute-Garonne   | 7,11             | 1 899 (2022)                      | 267                | modifier les données · modifier les données |
| Garrigues                 | 81102      | Tarn            | 10,51            | 317 (2022)                        | 30                 | modifier les données · modifier les données |
| Gauré                     | 31215      | Haute-Garonne   | 13,47            | 467 (2022)                        | 35                 | modifier les données · modifier les données |
| Gémil                     | 31216      | Haute-Garonne   | 2,81             | 415 (2022)                        | 148                | modifier les données · modifier les données |
| Gensac-sur-Garonne        | 31219      | Haute-Garonne   | 10,14            | 452 (2022)                        | 45                 | modifier les données · modifier les données |
| Gibel                     | 31220      | Haute-Garonne   | 19,40            | 388 (2022)                        | 20                 | modifier les données · modifier les données |
| Giroussens                | 81104      | Tarn            | 41,67            | 1 543 (2022)                      | 37                 | modifier les données · modifier les données |
| Giscaro                   | 32148      | Gers            | 5,40             | 91 (2022)                         | 17                 | modifier les données · modifier les données |
| Gourvieille               | 11166      | Aude            | 3,09             | 69 (2022)                         | 22                 | modifier les données · modifier les données |
| Goutevernisse             | 31225      | Haute-Garonne   | 4,69             | 186 (2022)                        | 40                 | modifier les données · modifier les données |
| Gouzens                   | 31226      | Haute-Garonne   | 5,70             | 81 (2022)                         | 14                 | modifier les données · modifier les données |
| Goyrans                   | 31227      | Haute-Garonne   | 5,75             | 847 (2022)                        | 147                | modifier les données · modifier les données |
| Gragnague                 | 31228      | Haute-Garonne   | 13,04            | 2 428 (2022)                      | 186                | modifier les données · modifier les données |
| Gratens                   | 31229      | Haute-Garonne   | 15,15            | 763 (2022)                        | 50                 | modifier les données · modifier les données |
| Gratentour                | 31230      | Haute-Garonne   | 4,09             | 4 926 (2022)                      | 1 204              | modifier les données · modifier les données |
| Grazac                    | 31231      | Haute-Garonne   | 7,17             | 792 (2022)                        | 110                | modifier les données · modifier les données |
| Grazac                    | 81106      | Tarn            | 32,02            | 641 (2022)                        | 20                 | modifier les données · modifier les données |
| Grenade                   | 31232      | Haute-Garonne   | 37,01            | 9 039 (2022)                      | 244                | modifier les données · modifier les données |
| Grépiac                   | 31233      | Haute-Garonne   | 8,18             | 1 009 (2022)                      | 123                | modifier les données · modifier les données |
| Le Grès                   | 31234      | Haute-Garonne   | 8,13             | 464 (2022)                        | 57                 | modifier les données · modifier les données |
| Grisolles                 | 82075      | Tarn-et-Garonne | 17,60            | 4 206 (2022)                      | 239                | modifier les données · modifier les données |
| L'Isle-Jourdain           | 32160      | Gers            | 70,48            | 9 499 (2022)                      | 135                | modifier les données · modifier les données |
| Issus                     | 31240      | Haute-Garonne   | 7,11             | 657 (2022)                        | 92                 | modifier les données · modifier les données |
| Juzes                     | 31243      | Haute-Garonne   | 3,75             | 67 (2022)                         | 18                 | modifier les données · modifier les données |
| Labarthe-sur-Lèze         | 31248      | Haute-Garonne   | 10,43            | 6 467 (2022)                      | 620                | modifier les données · modifier les données |
| Labastide-Beauvoir        | 31249      | Haute-Garonne   | 10,20            | 1 229 (2022)                      | 120                | modifier les données · modifier les données |
| Labastide-Clermont        | 31250      | Haute-Garonne   | 14,58            | 682 (2022)                        | 47                 | modifier les données · modifier les données |
| Labastide-Saint-Pierre    | 82079      | Tarn-et-Garonne | 20,64            | 3 763 (2022)                      | 182                | modifier les données · modifier les données |
| Labastide-Saint-Sernin    | 31252      | Haute-Garonne   | 4,97             | 1 946 (2022)                      | 392                | modifier les données · modifier les données |
| Labastide-Savès           | 32171      | Gers            | 3,62             | 187 (2022)                        | 52                 | modifier les données · modifier les données |
| Labastidette              | 31253      | Haute-Garonne   | 6,27             | 2 946 (2022)                      | 470                | modifier les données · modifier les données |
| Labatut                   | 09147      | Ariège          | 3,58             | 177 (2022)                        | 49                 | modifier les données · modifier les données |
| Labège                    | 31254      | Haute-Garonne   | 7,65             | 4 316 (2022)                      | 564                | modifier les données · modifier les données |
| Labruyère-Dorsa           | 31256      | Haute-Garonne   | 2,19             | 305 (2022)                        | 139                | modifier les données · modifier les données |
| Lacaugne                  | 31258      | Haute-Garonne   | 6,06             | 244 (2022)                        | 40                 | modifier les données · modifier les données |
| Lacougotte-Cadoul         | 81126      | Tarn            | 8,81             | 178 (2022)                        | 20                 | modifier les données · modifier les données |
| Lacroix-Falgarde          | 31259      | Haute-Garonne   | 6,09             | 2 047 (2022)                      | 336                | modifier les données · modifier les données |
| Lafitte-Vigordane         | 31261      | Haute-Garonne   | 11,38            | 1 156 (2022)                      | 102                | modifier les données · modifier les données |
| Lagarde                   | 31262      | Haute-Garonne   | 11,69            | 438 (2022)                        | 37                 | modifier les données · modifier les données |
| Lagardelle-sur-Lèze       | 31263      | Haute-Garonne   | 13,78            | 3 304 (2022)                      | 240                | modifier les données · modifier les données |
| Lagrâce-Dieu              | 31264      | Haute-Garonne   | 8,52             | 555 (2022)                        | 65                 | modifier les données · modifier les données |
| Lagraulet-Saint-Nicolas   | 31265      | Haute-Garonne   | 16,11            | 283 (2022)                        | 18                 | modifier les données · modifier les données |
| Lahage                    | 31266      | Haute-Garonne   | 7,65             | 205 (2022)                        | 27                 | modifier les données · modifier les données |
| Lahas                     | 32182      | Gers            | 14,54            | 181 (2022)                        | 12                 | modifier les données · modifier les données |
| Lahitère                  | 31267      | Haute-Garonne   | 3,90             | 53 (2022)                         | 14                 | modifier les données · modifier les données |
| Lamasquère                | 31269      | Haute-Garonne   | 6,11             | 1 655 (2022)                      | 271                | modifier les données · modifier les données |
| Lanta                     | 31271      | Haute-Garonne   | 30,12            | 2 269 (2022)                      | 75                 | modifier les données · modifier les données |
| Lapeyrère                 | 31272      | Haute-Garonne   | 6,30             | 59 (2022)                         | 9,4                | modifier les données · modifier les données |
| Lapeyrouse-Fossat         | 31273      | Haute-Garonne   | 9,49             | 2 983 (2022)                      | 314                | modifier les données · modifier les données |
| Laréole                   | 31275      | Haute-Garonne   | 8,88             | 159 (2022)                        | 18                 | modifier les données · modifier les données |
| Larra                     | 31592      | Haute-Garonne   | 16,36            | 2 249 (2022)                      | 137                | modifier les données · modifier les données |
| Lasserre-Pradère          | 31277      | Haute-Garonne   | 14,40            | 1 590 (2022)                      | 110                | modifier les données · modifier les données |
| Latrape                   | 31280      | Haute-Garonne   | 19,08            | 437 (2022)                        | 23                 | modifier les données · modifier les données |
| Launac                    | 31281      | Haute-Garonne   | 22,32            | 1 305 (2022)                      | 58                 | modifier les données · modifier les données |
| Launaguet                 | 31282      | Haute-Garonne   | 7,02             | 9 216 (2022)                      | 1 313              | modifier les données · modifier les données |
| Lautignac                 | 31283      | Haute-Garonne   | 17,77            | 247 (2022)                        | 14                 | modifier les données · modifier les données |
| Lauzerville               | 31284      | Haute-Garonne   | 3,46             | 1 606 (2022)                      | 464                | modifier les données · modifier les données |
| Lavalette                 | 31285      | Haute-Garonne   | 13,75            | 798 (2022)                        | 58                 | modifier les données · modifier les données |
| Lavelanet-de-Comminges    | 31286      | Haute-Garonne   | 13,54            | 657 (2022)                        | 49                 | modifier les données · modifier les données |
| Lavernose-Lacasse         | 31287      | Haute-Garonne   | 17,83            | 3 665 (2022)                      | 206                | modifier les données · modifier les données |
| Laymont                   | 32206      | Gers            | 11,05            | 230 (2022)                        | 21                 | modifier les données · modifier les données |
| Layrac-sur-Tarn           | 31288      | Haute-Garonne   | 7,25             | 312 (2022)                        | 43                 | modifier les données · modifier les données |
| Léguevin                  | 31291      | Haute-Garonne   | 24,45            | 9 710 (2022)                      | 397                | modifier les données · modifier les données |
| Lescuns                   | 31292      | Haute-Garonne   | 3,01             | 74 (2022)                         | 25                 | modifier les données · modifier les données |
| Lespinasse                | 31293      | Haute-Garonne   | 4,24             | 3 032 (2022)                      | 715                | modifier les données · modifier les données |
| Lévignac                  | 31297      | Haute-Garonne   | 12,22            | 2 206 (2022)                      | 181                | modifier les données · modifier les données |
| Lézat-sur-Lèze            | 09167      | Ariège          | 40,13            | 2 341 (2022)                      | 58                 | modifier les données · modifier les données |
| Lherm                     | 31299      | Haute-Garonne   | 27,26            | 3 849 (2022)                      | 141                | modifier les données · modifier les données |
| Lias                      | 32210      | Gers            | 10,67            | 778 (2022)                        | 73                 | modifier les données · modifier les données |
| Lissac                    | 09170      | Ariège          | 3,77             | 240 (2022)                        | 64                 | modifier les données · modifier les données |
| Longages                  | 31303      | Haute-Garonne   | 21,42            | 3 336 (2022)                      | 156                | modifier les données · modifier les données |
| Loubaut                   | 09172      | Ariège          | 2,39             | 28 (2022)                         | 12                 | modifier les données · modifier les données |
| Loubens-Lauragais         | 31304      | Haute-Garonne   | 6,47             | 454 (2022)                        | 70                 | modifier les données · modifier les données |
| Loupiac                   | 81149      | Tarn            | 10,82            | 448 (2022)                        | 41                 | modifier les données · modifier les données |
| La Louvière-Lauragais     | 11208      | Aude            | 6,25             | 80 (2022)                         | 13                 | modifier les données · modifier les données |
| Lugan                     | 81150      | Tarn            | 10,13            | 420 (2022)                        | 41                 | modifier les données · modifier les données |
| Lussan-Adeilhac           | 31309      | Haute-Garonne   | 12,62            | 238 (2022)                        | 19                 | modifier les données · modifier les données |
| Lux                       | 31310      | Haute-Garonne   | 7,59             | 341 (2022)                        | 45                 | modifier les données · modifier les données |
| La Magdelaine-sur-Tarn    | 31311      | Haute-Garonne   | 6,82             | 1 226 (2022)                      | 180                | modifier les données · modifier les données |
| Mailholas                 | 31312      | Haute-Garonne   | 2,94             | 35 (2022)                         | 12                 | modifier les données · modifier les données |
| Marestaing                | 32234      | Gers            | 8,46             | 349 (2022)                        | 41                 | modifier les données · modifier les données |
| Marignac-Lasclares        | 31317      | Haute-Garonne   | 10,01            | 476 (2022)                        | 48                 | modifier les données · modifier les données |
| Marignac-Laspeyres        | 31318      | Haute-Garonne   | 12,41            | 199 (2022)                        | 16                 | modifier les données · modifier les données |
| Marliac                   | 31319      | Haute-Garonne   | 7,20             | 132 (2022)                        | 18                 | modifier les données · modifier les données |
| Marquefave                | 31320      | Haute-Garonne   | 18,92            | 976 (2022)                        | 52                 | modifier les données · modifier les données |
| Marquein                  | 11218      | Aude            | 5,49             | 80 (2022)                         | 15                 | modifier les données · modifier les données |
| Martres-Tolosane          | 31324      | Haute-Garonne   | 23,52            | 2 388 (2022)                      | 102                | modifier les données · modifier les données |
| Mascarville               | 31325      | Haute-Garonne   | 5,27             | 181 (2022)                        | 34                 | modifier les données · modifier les données |
| Mas-Grenier               | 82105      | Tarn-et-Garonne | 24,66            | 1 303 (2022)                      | 53                 | modifier les données · modifier les données |
| Massabrac                 | 31326      | Haute-Garonne   | 4,00             | 121 (2022)                        | 30                 | modifier les données · modifier les données |
| Mauran                    | 31327      | Haute-Garonne   | 5,09             | 203 (2022)                        | 40                 | modifier les données · modifier les données |
| Mauremont                 | 31328      | Haute-Garonne   | 5,63             | 333 (2022)                        | 59                 | modifier les données · modifier les données |
| Maurens                   | 32247      | Gers            | 13,03            | 302 (2022)                        | 23                 | modifier les données · modifier les données |
| Maurens-Scopont           | 81162      | Tarn            | 8,60             | 139 (2022)                        | 16                 | modifier les données · modifier les données |
| Mauressac                 | 31330      | Haute-Garonne   | 4,52             | 498 (2022)                        | 110                | modifier les données · modifier les données |
| Maureville                | 31331      | Haute-Garonne   | 9,90             | 295 (2022)                        | 30                 | modifier les données · modifier les données |
| Mauvaisin                 | 31332      | Haute-Garonne   | 11,05            | 221 (2022)                        | 20                 | modifier les données · modifier les données |
| Mauzac                    | 31334      | Haute-Garonne   | 9,27             | 1 343 (2022)                      | 145                | modifier les données · modifier les données |
| Menville                  | 31338      | Haute-Garonne   | 5,07             | 799 (2022)                        | 158                | modifier les données · modifier les données |
| Mérenvielle               | 31339      | Haute-Garonne   | 10,45            | 480 (2022)                        | 46                 | modifier les données · modifier les données |
| Mervilla                  | 31340      | Haute-Garonne   | 2,76             | 299 (2022)                        | 108                | modifier les données · modifier les données |
| Merville                  | 31341      | Haute-Garonne   | 30,68            | 6 640 (2022)                      | 216                | modifier les données · modifier les données |
| Mézens                    | 81164      | Tarn            | 5,90             | 531 (2022)                        | 90                 | modifier les données · modifier les données |
| Miremont                  | 31345      | Haute-Garonne   | 22,40            | 2 787 (2022)                      | 124                | modifier les données · modifier les données |
| Mirepoix-sur-Tarn         | 31346      | Haute-Garonne   | 5,46             | 1 132 (2022)                      | 207                | modifier les données · modifier les données |
| Molleville                | 11238      | Aude            | 3,59             | 136 (2022)                        | 38                 | modifier les données · modifier les données |
| Monbéqui                  | 82114      | Tarn-et-Garonne | 6,78             | 656 (2022)                        | 97                 | modifier les données · modifier les données |
| Monblanc                  | 32261      | Gers            | 12,93            | 391 (2022)                        | 30                 | modifier les données · modifier les données |
| Monbrun                   | 32262      | Gers            | 10,80            | 405 (2022)                        | 38                 | modifier les données · modifier les données |
| Mondavezan                | 31349      | Haute-Garonne   | 21,09            | 899 (2022)                        | 43                 | modifier les données · modifier les données |
| Mondonville               | 31351      | Haute-Garonne   | 11,89            | 6 003 (2022)                      | 505                | modifier les données · modifier les données |
| Mondouzil                 | 31352      | Haute-Garonne   | 4,09             | 213 (2022)                        | 52                 | modifier les données · modifier les données |
| Monès                     | 31353      | Haute-Garonne   | 2,52             | 88 (2022)                         | 35                 | modifier les données · modifier les données |
| Monestrol                 | 31354      | Haute-Garonne   | 5,23             | 53 (2022)                         | 10                 | modifier les données · modifier les données |
| Monferran-Savès           | 32268      | Gers            | 24,68            | 802 (2022)                        | 32                 | modifier les données · modifier les données |
| Mons                      | 31355      | Haute-Garonne   | 7,32             | 1 851 (2022)                      | 253                | modifier les données · modifier les données |
| Montaigut-sur-Save        | 31356      | Haute-Garonne   | 12,65            | 1 946 (2022)                      | 154                | modifier les données · modifier les données |
| Montastruc-la-Conseillère | 31358      | Haute-Garonne   | 15,49            | 3 719 (2022)                      | 240                | modifier les données · modifier les données |
| Montastruc-Savès          | 31359      | Haute-Garonne   | 5,75             | 63 (2022)                         | 11                 | modifier les données · modifier les données |
| Montaut                   | 31361      | Haute-Garonne   | 17,88            | 557 (2022)                        | 31                 | modifier les données · modifier les données |
| Montberaud                | 31362      | Haute-Garonne   | 15,87            | 195 (2022)                        | 12                 | modifier les données · modifier les données |
| Montberon                 | 31364      | Haute-Garonne   | 6,35             | 3 121 (2022)                      | 491                | modifier les données · modifier les données |
| Montbrun-Lauragais        | 31366      | Haute-Garonne   | 10,92            | 711 (2022)                        | 65                 | modifier les données · modifier les données |
| Montcabrier               | 81173      | Tarn            | 5,43             | 315 (2022)                        | 58                 | modifier les données · modifier les données |
| Montclar-de-Comminges     | 31367      | Haute-Garonne   | 6,45             | 75 (2022)                         | 12                 | modifier les données · modifier les données |
| Montclar-Lauragais        | 31368      | Haute-Garonne   | 3,62             | 245 (2022)                        | 68                 | modifier les données · modifier les données |
| Montégut-Bourjac          | 31370      | Haute-Garonne   | 5,52             | 128 (2022)                        | 23                 | modifier les données · modifier les données |
| Montesquieu-Lauragais     | 31374      | Haute-Garonne   | 24,75            | 1 035 (2022)                      | 42                 | modifier les données · modifier les données |
| Montesquieu-Volvestre     | 31375      | Haute-Garonne   | 59,82            | 3 083 (2022)                      | 52                 | modifier les données · modifier les données |
| Montferrand               | 11243      | Aude            | 17,93            | 648 (2022)                        | 36                 | modifier les données · modifier les données |
| Montgaillard-Lauragais    | 31377      | Haute-Garonne   | 11,12            | 689 (2022)                        | 62                 | modifier les données · modifier les données |
| Montgazin                 | 31379      | Haute-Garonne   | 6,89             | 166 (2022)                        | 24                 | modifier les données · modifier les données |
| Montgeard                 | 31380      | Haute-Garonne   | 9,32             | 555 (2022)                        | 60                 | modifier les données · modifier les données |
| Montgiscard               | 31381      | Haute-Garonne   | 13,16            | 2 586 (2022)                      | 197                | modifier les données · modifier les données |
| Montgras                  | 31382      | Haute-Garonne   | 3,99             | 115 (2022)                        | 29                 | modifier les données · modifier les données |
| Montjoire                 | 31383      | Haute-Garonne   | 20,29            | 1 262 (2022)                      | 62                 | modifier les données · modifier les données |
| Montlaur                  | 31384      | Haute-Garonne   | 9,61             | 1 791 (2022)                      | 186                | modifier les données · modifier les données |
| Montoussin                | 31387      | Haute-Garonne   | 4,83             | 130 (2022)                        | 27                 | modifier les données · modifier les données |
| Montpezat                 | 32289      | Gers            | 15,64            | 242 (2022)                        | 15                 | modifier les données · modifier les données |
| Montpitol                 | 31388      | Haute-Garonne   | 5,96             | 341 (2022)                        | 57                 | modifier les données · modifier les données |
| Montrabé                  | 31389      | Haute-Garonne   | 5,23             | 4 322 (2022)                      | 826                | modifier les données · modifier les données |
| Montvalen                 | 81185      | Tarn            | 11,73            | 243 (2022)                        | 21                 | modifier les données · modifier les données |
| Mourvilles-Basses         | 31392      | Haute-Garonne   | 4,58             | 80 (2022)                         | 17                 | modifier les données · modifier les données |
| Mourvilles-Hautes         | 31393      | Haute-Garonne   | 6,59             | 170 (2022)                        | 26                 | modifier les données · modifier les données |
| Mouzens                   | 81189      | Tarn            | 4,87             | 117 (2022)                        | 24                 | modifier les données · modifier les données |
| Muret                     | 31395      | Haute-Garonne   | 57,84            | 25 653 (2022)                     | 444                | modifier les données · modifier les données |
| Nailloux                  | 31396      | Haute-Garonne   | 18,55            | 4 146 (2022)                      | 224                | modifier les données · modifier les données |
| Nizas                     | 32295      | Gers            | 4,16             | 137 (2022)                        | 33                 | modifier les données · modifier les données |
| Noé                       | 31399      | Haute-Garonne   | 9,65             | 2 979 (2022)                      | 309                | modifier les données · modifier les données |
| Nohic                     | 82135      | Tarn-et-Garonne | 12,61            | 1 384 (2022)                      | 110                | modifier les données · modifier les données |
| Noueilles                 | 31401      | Haute-Garonne   | 5,51             | 389 (2022)                        | 71                 | modifier les données · modifier les données |
| Odars                     | 31402      | Haute-Garonne   | 6,65             | 920 (2022)                        | 138                | modifier les données · modifier les données |
| Ondes                     | 31403      | Haute-Garonne   | 6,57             | 815 (2022)                        | 124                | modifier les données · modifier les données |
| Orgueil                   | 82136      | Tarn-et-Garonne | 14,03            | 1 721 (2022)                      | 123                | modifier les données · modifier les données |
| Palaminy                  | 31406      | Haute-Garonne   | 11,13            | 772 (2022)                        | 69                 | modifier les données · modifier les données |
| Paulhac                   | 31407      | Haute-Garonne   | 14,03            | 1 250 (2022)                      | 89                 | modifier les données · modifier les données |
| Pébées                    | 32308      | Gers            | 4,05             | 100 (2022)                        | 25                 | modifier les données · modifier les données |
| Péchabou                  | 31409      | Haute-Garonne   | 3,57             | 2 465 (2022)                      | 690                | modifier les données · modifier les données |
| Pechbonnieu               | 31410      | Haute-Garonne   | 7,52             | 4 792 (2022)                      | 637                | modifier les données · modifier les données |
| Pechbusque                | 31411      | Haute-Garonne   | 3,14             | 982 (2022)                        | 313                | modifier les données · modifier les données |
| Pelleport                 | 31413      | Haute-Garonne   | 10,38            | 542 (2022)                        | 52                 | modifier les données · modifier les données |
| Peyssies                  | 31416      | Haute-Garonne   | 6,37             | 687 (2022)                        | 108                | modifier les données · modifier les données |
| Pibrac                    | 31417      | Haute-Garonne   | 25,86            | 8 828 (2022)                      | 341                | modifier les données · modifier les données |
| Pin-Balma                 | 31418      | Haute-Garonne   | 6,63             | 1 029 (2022)                      | 155                | modifier les données · modifier les données |
| Le Pin-Murelet            | 31419      | Haute-Garonne   | 12,04            | 166 (2022)                        | 14                 | modifier les données · modifier les données |
| Pinsaguel                 | 31420      | Haute-Garonne   | 5,20             | 2 779 (2022)                      | 534                | modifier les données · modifier les données |
| Pins-Justaret             | 31421      | Haute-Garonne   | 4,51             | 4 377 (2022)                      | 971                | modifier les données · modifier les données |
| Plagne                    | 31422      | Haute-Garonne   | 4,15             | 95 (2022)                         | 23                 | modifier les données · modifier les données |
| Plagnole                  | 31423      | Haute-Garonne   | 7,24             | 333 (2022)                        | 46                 | modifier les données · modifier les données |
| Plaisance-du-Touch        | 31424      | Haute-Garonne   | 26,53            | 20 471 (2022)                     | 772                | modifier les données · modifier les données |
| Le Plan                   | 31425      | Haute-Garonne   | 8,02             | 434 (2022)                        | 54                 | modifier les données · modifier les données |
| Polastron                 | 31428      | Haute-Garonne   | 4,78             | 64 (2022)                         | 13                 | modifier les données · modifier les données |
| Pompertuzat               | 31429      | Haute-Garonne   | 5,44             | 2 203 (2022)                      | 405                | modifier les données · modifier les données |
| Pompiac                   | 32322      | Gers            | 10,12            | 207 (2022)                        | 20                 | modifier les données · modifier les données |
| Pompignan                 | 82142      | Tarn-et-Garonne | 12,17            | 1 810 (2022)                      | 149                | modifier les données · modifier les données |
| Portet-sur-Garonne        | 31433      | Haute-Garonne   | 16,19            | 9 798 (2022)                      | 605                | modifier les données · modifier les données |
| Poucharramet              | 31435      | Haute-Garonne   | 22,53            | 968 (2022)                        | 43                 | modifier les données · modifier les données |
| Pouy-de-Touges            | 31436      | Haute-Garonne   | 13,79            | 432 (2022)                        | 31                 | modifier les données · modifier les données |
| Pouze                     | 31437      | Haute-Garonne   | 3,82             | 87 (2022)                         | 23                 | modifier les données · modifier les données |
| Préserville               | 31439      | Haute-Garonne   | 12,19            | 765 (2022)                        | 63                 | modifier les données · modifier les données |
| Prunet                    | 31441      | Haute-Garonne   | 4,66             | 149 (2022)                        | 32                 | modifier les données · modifier les données |
| Pujaudran                 | 32334      | Gers            | 17,41            | 1 708 (2022)                      | 98                 | modifier les données · modifier les données |
| Puydaniel                 | 31442      | Haute-Garonne   | 7,38             | 573 (2022)                        | 78                 | modifier les données · modifier les données |
| Puysségur                 | 31444      | Haute-Garonne   | 5,44             | 138 (2022)                        | 25                 | modifier les données · modifier les données |
| Quint-Fonsegrives         | 31445      | Haute-Garonne   | 7,38             | 6 059 (2022)                      | 821                | modifier les données · modifier les données |
| Rabastens                 | 81220      | Tarn            | 66,29            | 5 801 (2022)                      | 88                 | modifier les données · modifier les données |
| Ramonville-Saint-Agne     | 31446      | Haute-Garonne   | 6,46             | 15 172 (2022)                     | 2 349              | modifier les données · modifier les données |
| Razengues                 | 32339      | Gers            | 4,35             | 250 (2022)                        | 57                 | modifier les données · modifier les données |
| Rebigue                   | 31448      | Haute-Garonne   | 5,16             | 493 (2022)                        | 96                 | modifier les données · modifier les données |
| Renneville                | 31450      | Haute-Garonne   | 8,42             | 539 (2022)                        | 64                 | modifier les données · modifier les données |
| Reyniès                   | 82150      | Tarn-et-Garonne | 9,94             | 878 (2022)                        | 88                 | modifier les données · modifier les données |
| Rieumajou                 | 31453      | Haute-Garonne   | 3,77             | 137 (2022)                        | 36                 | modifier les données · modifier les données |
| Rieumes                   | 31454      | Haute-Garonne   | 30,90            | 3 564 (2022)                      | 115                | modifier les données · modifier les données |
| Rieux-Volvestre           | 31455      | Haute-Garonne   | 32,38            | 2 625 (2022)                      | 81                 | modifier les données · modifier les données |
| Roquelaure-Saint-Aubin    | 32349      | Gers            | 4,21             | 95 (2022)                         | 23                 | modifier les données · modifier les données |
| Roquemaure                | 81228      | Tarn            | 15,77            | 468 (2022)                        | 30                 | modifier les données · modifier les données |
| Roques                    | 31458      | Haute-Garonne   | 9,30             | 5 295 (2022)                      | 569                | modifier les données · modifier les données |
| Roquesérière              | 31459      | Haute-Garonne   | 10,64            | 882 (2022)                        | 83                 | modifier les données · modifier les données |
| Roquettes                 | 31460      | Haute-Garonne   | 3,36             | 4 292 (2022)                      | 1 277              | modifier les données · modifier les données |
| Rouffiac-Tolosan          | 31462      | Haute-Garonne   | 4,67             | 2 186 (2022)                      | 468                | modifier les données · modifier les données |
| Sabonnères                | 31464      | Haute-Garonne   | 12,30            | 333 (2022)                        | 27                 | modifier les données · modifier les données |
| Saiguède                  | 31466      | Haute-Garonne   | 11,86            | 798 (2022)                        | 67                 | modifier les données · modifier les données |
| Saint-Agnan               | 81236      | Tarn            | 6,88             | 295 (2022)                        | 43                 | modifier les données · modifier les données |
| Saint-Alban               | 31467      | Haute-Garonne   | 4,26             | 6 447 (2022)                      | 1 513              | modifier les données · modifier les données |
| Saint-Araille             | 31469      | Haute-Garonne   | 6,54             | 125 (2022)                        | 19                 | modifier les données · modifier les données |
| Saint-Cézert              | 31473      | Haute-Garonne   | 8,94             | 443 (2022)                        | 50                 | modifier les données · modifier les données |
| Saint-Christaud           | 31474      | Haute-Garonne   | 10,87            | 236 (2022)                        | 22                 | modifier les données · modifier les données |
| Saint-Clar-de-Rivière     | 31475      | Haute-Garonne   | 10,07            | 1 664 (2022)                      | 165                | modifier les données · modifier les données |
| Saint-Cricq               | 32372      | Gers            | 3,01             | 290 (2022)                        | 96                 | modifier les données · modifier les données |
| Sainte-Anne               | 32357      | Gers            | 6,74             | 125 (2022)                        | 19                 | modifier les données · modifier les données |
| Sainte-Foy-d'Aigrefeuille | 31480      | Haute-Garonne   | 9,68             | 2 512 (2022)                      | 260                | modifier les données · modifier les données |
| Sainte-Foy-de-Peyrolières | 31481      | Haute-Garonne   | 38,02            | 2 093 (2022)                      | 55                 | modifier les données · modifier les données |
| Sainte-Livrade            | 31496      | Haute-Garonne   | 6,16             | 256 (2022)                        | 42                 | modifier les données · modifier les données |
| Saint-Élix-le-Château     | 31476      | Haute-Garonne   | 10,52            | 927 (2022)                        | 88                 | modifier les données · modifier les données |
| Sainte-Suzanne            | 09342      | Ariège          | 10,39            | 249 (2022)                        | 24                 | modifier les données · modifier les données |
| Saint-Geniès-Bellevue     | 31484      | Haute-Garonne   | 3,78             | 2 492 (2022)                      | 659                | modifier les données · modifier les données |
| Saint-Germier             | 31485      | Haute-Garonne   | 3,74             | 120 (2022)                        | 32                 | modifier les données · modifier les données |
| Saint-Germier             | 32379      | Gers            | 7,05             | 216 (2022)                        | 31                 | modifier les données · modifier les données |
| Saint-Hilaire             | 31486      | Haute-Garonne   | 6,33             | 1 726 (2022)                      | 273                | modifier les données · modifier les données |
| Saint-Jean                | 31488      | Haute-Garonne   | 5,94             | 11 239 (2022)                     | 1 892              | modifier les données · modifier les données |
| Saint-Jean-de-Rives       | 81255      | Tarn            | 6,02             | 512 (2022)                        | 85                 | modifier les données · modifier les données |
| Saint-Jean-Lherm          | 31489      | Haute-Garonne   | 7,92             | 430 (2022)                        | 54                 | modifier les données · modifier les données |
| Saint-Jory                | 31490      | Haute-Garonne   | 19,10            | 7 996 (2022)                      | 419                | modifier les données · modifier les données |
| Saint-Julia               | 31491      | Haute-Garonne   | 11,46            | 417 (2022)                        | 36                 | modifier les données · modifier les données |
| Saint-Julien-sur-Garonne  | 31492      | Haute-Garonne   | 8,15             | 552 (2022)                        | 68                 | modifier les données · modifier les données |
| Saint-Léon                | 31495      | Haute-Garonne   | 24,21            | 1 284 (2022)                      | 53                 | modifier les données · modifier les données |
| Saint-Lieux-lès-Lavaur    | 81261      | Tarn            | 9,54             | 1 232 (2022)                      | 129                | modifier les données · modifier les données |
| Saint-Loube               | 32387      | Gers            | 6,09             | 99 (2022)                         | 16                 | modifier les données · modifier les données |
| Saint-Loup-Cammas         | 31497      | Haute-Garonne   | 3,65             | 2 343 (2022)                      | 642                | modifier les données · modifier les données |
| Saint-Lys                 | 31499      | Haute-Garonne   | 21,30            | 9 776 (2022)                      | 459                | modifier les données · modifier les données |
| Saint-Marcel-Paulel       | 31501      | Haute-Garonne   | 7,10             | 481 (2022)                        | 68                 | modifier les données · modifier les données |
| Saint-Michel              | 31505      | Haute-Garonne   | 15,53            | 310 (2022)                        | 20                 | modifier les données · modifier les données |
| Saint-Michel-de-Lanès     | 11359      | Aude            | 13,03            | 487 (2022)                        | 37                 | modifier les données · modifier les données |
| Saint-Orens-de-Gameville  | 31506      | Haute-Garonne   | 13,06            | 14 229 (2022)                     | 1 090              | modifier les données · modifier les données |
| Saint-Paul-sur-Save       | 31507      | Haute-Garonne   | 5,07             | 1 749 (2022)                      | 345                | modifier les données · modifier les données |
| Saint-Pierre              | 31511      | Haute-Garonne   | 4,74             | 261 (2022)                        | 55                 | modifier les données · modifier les données |
| Saint-Pierre-de-Lages     | 31512      | Haute-Garonne   | 7,20             | 887 (2022)                        | 123                | modifier les données · modifier les données |
| Saint-Quirc               | 09275      | Ariège          | 3,75             | 369 (2022)                        | 98                 | modifier les données · modifier les données |
| Saint-Rome                | 31514      | Haute-Garonne   | 3,63             | 58 (2022)                         | 16                 | modifier les données · modifier les données |
| Saint-Rustice             | 31515      | Haute-Garonne   | 2,36             | 429 (2022)                        | 182                | modifier les données · modifier les données |
| Saint-Sauveur             | 31516      | Haute-Garonne   | 7,04             | 2 235 (2022)                      | 317                | modifier les données · modifier les données |
| Saint-Sulpice-la-Pointe   | 81271      | Tarn            | 23,99            | 9 674 (2022)                      | 403                | modifier les données · modifier les données |
| Saint-Sulpice-sur-Lèze    | 31517      | Haute-Garonne   | 13,97            | 2 288 (2022)                      | 164                | modifier les données · modifier les données |
| Saint-Thomas              | 31518      | Haute-Garonne   | 14,01            | 614 (2022)                        | 44                 | modifier les données · modifier les données |
| Saint-Vincent             | 31519      | Haute-Garonne   | 3,07             | 213 (2022)                        | 69                 | modifier les données · modifier les données |
| Saint-Ybars               | 09277      | Ariège          | 24,31            | 670 (2022)                        | 28                 | modifier les données · modifier les données |
| Sajas                     | 31520      | Haute-Garonne   | 5,00             | 105 (2022)                        | 21                 | modifier les données · modifier les données |
| Salles-sur-Garonne        | 31525      | Haute-Garonne   | 5,68             | 591 (2022)                        | 104                | modifier les données · modifier les données |
| La Salvetat-Lauragais     | 31527      | Haute-Garonne   | 3,66             | 149 (2022)                        | 41                 | modifier les données · modifier les données |
| La Salvetat-Saint-Gilles  | 31526      | Haute-Garonne   | 5,75             | 8 477 (2022)                      | 1 474              | modifier les données · modifier les données |
| Samouillan                | 31529      | Haute-Garonne   | 5,33             | 110 (2022)                        | 21                 | modifier les données · modifier les données |
| Sana                      | 31530      | Haute-Garonne   | 2,74             | 239 (2022)                        | 87                 | modifier les données · modifier les données |
| Saubens                   | 31533      | Haute-Garonne   | 5,99             | 2 351 (2022)                      | 392                | modifier les données · modifier les données |
| Saussens                  | 31534      | Haute-Garonne   | 3,02             | 215 (2022)                        | 71                 | modifier les données · modifier les données |
| Sauvimont                 | 32420      | Gers            | 3,44             | 66 (2022)                         | 19                 | modifier les données · modifier les données |
| Savenès                   | 82178      | Tarn-et-Garonne | 22,57            | 828 (2022)                        | 37                 | modifier les données · modifier les données |
| Savères                   | 31538      | Haute-Garonne   | 10,71            | 213 (2022)                        | 20                 | modifier les données · modifier les données |
| Savignac-Mona             | 32421      | Gers            | 6,87             | 145 (2022)                        | 21                 | modifier les données · modifier les données |
| Ségoufielle               | 32425      | Gers            | 5,24             | 1 174 (2022)                      | 224                | modifier les données · modifier les données |
| Ségreville                | 31540      | Haute-Garonne   | 4,97             | 336 (2022)                        | 68                 | modifier les données · modifier les données |
| Seilh                     | 31541      | Haute-Garonne   | 6,16             | 3 311 (2022)                      | 538                | modifier les données · modifier les données |
| Sénarens                  | 31543      | Haute-Garonne   | 6,93             | 118 (2022)                        | 17                 | modifier les données · modifier les données |
| Seyre                     | 31546      | Haute-Garonne   | 3,89             | 127 (2022)                        | 33                 | modifier les données · modifier les données |
| Seysses                   | 31547      | Haute-Garonne   | 25,26            | 10 167 (2022)                     | 402                | modifier les données · modifier les données |
| Seysses-Savès             | 32432      | Gers            | 13,26            | 245 (2022)                        | 18                 | modifier les données · modifier les données |
| Sirac                     | 32435      | Gers            | 8,00             | 162 (2022)                        | 20                 | modifier les données · modifier les données |
| Tarabel                   | 31551      | Haute-Garonne   | 7,42             | 596 (2022)                        | 80                 | modifier les données · modifier les données |
| Tauriac                   | 81293      | Tarn            | 9,92             | 396 (2022)                        | 40                 | modifier les données · modifier les données |
| Terrebasse                | 31552      | Haute-Garonne   | 9,56             | 139 (2022)                        | 15                 | modifier les données · modifier les données |
| Teulat                    | 81298      | Tarn            | 10,07            | 483 (2022)                        | 48                 | modifier les données · modifier les données |
| Thil                      | 31553      | Haute-Garonne   | 23,68            | 1 121 (2022)                      | 47                 | modifier les données · modifier les données |
| Thouars-sur-Arize         | 09310      | Ariège          | 2,34             | 40 (2022)                         | 17                 | modifier les données · modifier les données |
| Thoux                     | 32444      | Gers            | 6,12             | 261 (2022)                        | 43                 | modifier les données · modifier les données |
| Touget                    | 32448      | Gers            | 17,72            | 501 (2022)                        | 28                 | modifier les données · modifier les données |
| Toulouse                  | 31555      | Haute-Garonne   | 118,30           | 511 684 (2022)                    | 4 325              | modifier les données · modifier les données |
| Tournefeuille             | 31557      | Haute-Garonne   | 18,17            | 29 724 (2022)                     | 1 636              | modifier les données · modifier les données |
| Toutens                   | 31558      | Haute-Garonne   | 4,86             | 430 (2022)                        | 88                 | modifier les données · modifier les données |
| Trébons-sur-la-Grasse     | 31560      | Haute-Garonne   | 10,87            | 493 (2022)                        | 45                 | modifier les données · modifier les données |
| L'Union                   | 31561      | Haute-Garonne   | 6,77             | 12 410 (2022)                     | 1 833              | modifier les données · modifier les données |
| Vacquiers                 | 31563      | Haute-Garonne   | 19,61            | 1 440 (2022)                      | 73                 | modifier les données · modifier les données |
| Vallègue                  | 31566      | Haute-Garonne   | 4,18             | 505 (2022)                        | 121                | modifier les données · modifier les données |
| Vallesvilles              | 31567      | Haute-Garonne   | 8,16             | 439 (2022)                        | 54                 | modifier les données · modifier les données |
| Varennes                  | 31568      | Haute-Garonne   | 4,61             | 256 (2022)                        | 56                 | modifier les données · modifier les données |
| Varennes                  | 82188      | Tarn-et-Garonne | 14,76            | 640 (2022)                        | 43                 | modifier les données · modifier les données |
| Vaux                      | 31570      | Haute-Garonne   | 10,41            | 308 (2022)                        | 30                 | modifier les données · modifier les données |
| Veilhes                   | 81310      | Tarn            | 5,59             | 145 (2022)                        | 26                 | modifier les données · modifier les données |
| Vendine                   | 31571      | Haute-Garonne   | 2,87             | 276 (2022)                        | 96                 | modifier les données · modifier les données |
| Venerque                  | 31572      | Haute-Garonne   | 14,57            | 2 898 (2022)                      | 199                | modifier les données · modifier les données |
| Verdun-sur-Garonne        | 82190      | Tarn-et-Garonne | 36,26            | 4 914 (2022)                      | 136                | modifier les données · modifier les données |
| Verfeil                   | 31573      | Haute-Garonne   | 41,23            | 3 867 (2022)                      | 94                 | modifier les données · modifier les données |
| Vernet                    | 31574      | Haute-Garonne   | 10,53            | 3 294 (2022)                      | 313                | modifier les données · modifier les données |
| Vieille-Toulouse          | 31575      | Haute-Garonne   | 5,53             | 1 224 (2022)                      | 221                | modifier les données · modifier les données |
| Vieillevigne              | 31576      | Haute-Garonne   | 3,14             | 349 (2022)                        | 111                | modifier les données · modifier les données |
| Vignaux                   | 31577      | Haute-Garonne   | 4,04             | 157 (2022)                        | 39                 | modifier les données · modifier les données |
| Vigoulet-Auzil            | 31578      | Haute-Garonne   | 3,46             | 1 021 (2022)                      | 295                | modifier les données · modifier les données |
| Villariès                 | 31579      | Haute-Garonne   | 7,33             | 879 (2022)                        | 120                | modifier les données · modifier les données |
| Villate                   | 31580      | Haute-Garonne   | 1,82             | 1 187 (2022)                      | 652                | modifier les données · modifier les données |
| Villaudric                | 31581      | Haute-Garonne   | 12,16            | 1 649 (2022)                      | 136                | modifier les données · modifier les données |
| Villebrumier              | 82194      | Tarn-et-Garonne | 11,38            | 1 349 (2022)                      | 119                | modifier les données · modifier les données |
| Villefranche-de-Lauragais | 31582      | Haute-Garonne   | 10,35            | 5 054 (2022)                      | 488                | modifier les données · modifier les données |
| Villematier               | 31583      | Haute-Garonne   | 14,96            | 1 116 (2022)                      | 75                 | modifier les données · modifier les données |
| Villemur-sur-Tarn         | 31584      | Haute-Garonne   | 46,57            | 6 235 (2022)                      | 134                | modifier les données · modifier les données |
| Villeneuve-du-Latou       | 09338      | Ariège          | 6,52             | 154 (2022)                        | 24                 | modifier les données · modifier les données |
| Villeneuve-lès-Bouloc     | 31587      | Haute-Garonne   | 12,66            | 1 687 (2022)                      | 133                | modifier les données · modifier les données |
| Villeneuve-lès-Lavaur     | 81318      | Tarn            | 6,16             | 138 (2022)                        | 22                 | modifier les données · modifier les données |
| Villeneuve-Tolosane       | 31588      | Haute-Garonne   | 5,08             | 10 704 (2022)                     | 2 107              | modifier les données · modifier les données |
| Villenouvelle             | 31589      | Haute-Garonne   | 7,95             | 1 470 (2022)                      | 185                | modifier les données · modifier les données |
| Viviers-lès-Lavaur        | 81324      | Tarn            | 10,02            | 265 (2022)                        | 26                 | modifier les données · modifier les données |